# Klaus Naumann (Historiker)
Klaus Naumann (* 1949 in Bremen) ist ein deutscher Historiker.

## Biografie
Naumann studierte an der Universität Marburg Geschichte und Politikwissenschaft und promovierte 1982. Er war Mitglied des SDS und dann des MSB Spartakus, dessen Bundesvorstand er angehörte und dessen Bundessekretär er war.
Von 1981 bis 1992 war er Redakteur der Blätter für deutsche und internationale Politik, ab 1992 war er lange Jahre Mitherausgeber dieser Zeitschrift.
Seit 1992 ist er wissenschaftlicher Mitarbeiter des Hamburger Instituts für Sozialforschung im Arbeitsbereich Die Gesellschaft der Bundesrepublik und beschäftigt sich unter anderem mit der deutschen Militärgeschichte des Zweiten Weltkriegs.

## Werke
Bücher
- Ökonomische Gesellschaftsformation und historische Formationsanalyse, 1983, ISBN 3-7609-5146-5, (zugl. Diss. Univ. Marburg 1982)
- Der Krieg als Text. Das Jahr 1945 im kulturellen Gedächtnis der Presse, Hamburger Edition, Hamburg 1998, ISBN 3-930908-41-7.
- Generale in der Demokratie. Generationsgeschichtliche Studien zur Bundeswehrelite, Hamburger Edition, Hamburg 2007, ISBN 978-3-936096-76-7.
- Einsatz ohne Ziel? Die Politikbedürftigkeit des Militärischen, Hamburger Edition, Hamburg 2008, ISBN 978-3-936096-98-9.
- Der blinde Spiegel. Deutschland im afghanischen Transformationskrieg, 2013, ISBN 978-3-86854-264-6.

Aufsätze
- Bilder einer Ausstellung »Vernichtungskrieg. Verbrechen der Wehrmacht 1941 – 1944« (Memento vom 12. Juni 2007 im Internet Archive), in: Wissenschaft und Frieden, Heft 2/1996
- Was bleibt von der Wehrgemeinschaft? Ein doppelter Blick auf die "Wehrmacht-Ausstellung", in: Blätter für deutsche und internationale Politik, Jg. 42.1997, S. 1488–1495
- Der Blick wird enger, der Atlantik breiter. Während US-Historiker die Zeitgeschichte neu entwerfen, dominiert bei uns eine selbstgenügsame Nationalhistorie. In: Frankfurter Rundschau, 31. Oktober 2001.
- Schlachtfeld und Geselligkeit. Die ständische Bürgerlichkeit des Bundeswehroffiziers, in: Bürgertum nach 1945, Hrsg. v. Manfred Hettling, ISBN 3-936096-50-3, S. 310–346

Herausgeber
- Vernichtungskrieg – Verbrechen der Wehrmacht 1941 bis 1944 Herausgegeben von Hannes Heer + Klaus Naumann, 2001 Verlag – begleitend zu der gleichnamigen Ausstellung ISBN 3-86150-198-8.